# Station Hikone
Station Hikone  (彦根駅,  Hikone-eki) is een spoorwegstation in de Japanse stad Hikone. Het wordt aangedaan door de Biwako-lijn (JR West) en de Ōmi-lijn (Ōmi Spoorwegmaatschappij). Het station heeft in totaal  vier sporen, gelegen aan twee zijperrons (JR) en een enkel eilandperron (Ōmi).  Het perron van de Ōmi-lijn bevindt zich ten oosten van het JR-station. 

## Lijnen

### JR West
| 1 | ■ JR Biwako-lijn | richting Kusatsu en Kioto    |
| 2 | ■ Biwako-lijn    | richting Maibara en Nagahama |

### Ōmi Spoorwegmaatschappij
| 1 | ■ Ōmi-lijn | richting Takamiya, Yōkaichi en Kibukawa |
| 2 | ■ Ōmi-lijn | richting Toriimoto en Maibara           |

## Geschiedenis
Het station aan de Biwako-lijn werd in 1889 geopend en het station van Ōmi in 1898. In 2007 werd het station vernieuwd en werd de oostingang voltooid.

## Overig openbaar vervoer
Bussen van Kokuku en langeafstandsbussen van JR West (Biwako Dream) naar Tokio en Saitama

## Stationsomgeving
- Biwameer
- Kasteel Hikone
- Verkeersbureau van Hikone
- Al Plaza Hikone (supermarkt)
- Hikone Castle Hotel
- Grand Duke Hotel
- Sun Route Hotel
- Comfort Hotel
- Hoofdkantoor van de Ōmi Spoorwegmaatschappij
- Stadhuis van Hikone
- Gogoku-schrijn
- Hikone golfclub
- FM Hikone
- McDonald's
- 7-Eleven